# Berliet 12HP
Der Berliet 12 HP (auch Berliet 12 CV) ist als Bezeichnung für einige Baureihen von Pkw-Modellen bekannt. Hersteller war Berliet in Frankreich.

## Beschreibung
Mit der Bezeichnung Berliet 12 HP wurden im Verlauf der Modellgeschichte von Berliet mehrere Fahrzeuge angeboten. Statt der offenbar für den Käufer wenig aussagekräftigen internen Werksbezeichnung (bestehend aus einem oder mehreren Buchstaben) benutzte Berliet für seine PKW-Modelle gegenüber den Kunden in der Werbung und im Verkauf zur näheren Bezeichnung eines Typs üblicherweise die Angabe der Leistung. Hierbei wurden die englische Bezeichnung „HP“ (horse power) und die französische „CV“ (cheval vapeur) synonym verwendet; bei Berliet sprach man bis Mitte der 1920er Jahre fast ausschließlich von HP. Bis etwa 1908 war bei Berliet die tatsächliche Motorleistung (brake-horse-power, BHP oder CV reelles) namensgebend, danach die steuerlich relevante Leistung (tax HP bzw. CV fiscaux).
Die Verkaufsbezeichnung 12 HP kann – je nach Baujahr – folgenden Typen zugeordnet werden:
1901 – 1905: Berliet D
1909 – 1912: Berliet BD1
1911 – ? : Berliet AH
1911 – 1915: Berliet AM
1923 – 1924: Berliet VF
1924 – 1927: Berliet VR
1932 – 1933: Berliet VRC
1934: Berliet VRD